# Dinastia afxàrida

Mapa del territori regit per la dinastia afxàrida

La dinastia afxàrida fou una dinastia de Pèrsia i l'Afganistan (1736-1796) fundada per Nàdir-Xah de la tribu turca dels afxar, branca dels qirqlu. Va suplantar a la dinastia safàvida el 1736.

## Nàdir-Xah
Nàdir-Xah (1736-1747) fou el primer sobirà de la dinastia. Nascut el 1688 a la regió de Darragaz a 110 km al nord de Mashad; es va fer famós a la zona per les seves aventures de pillatge i saqueig amb una banda d'homes de la tribu quan portava el nom de Nàdir-Khan; el 1723 Mahmud Hotaki va assolir el govern a Mashad i es va enfrontar a Nàdir i la seva banda; el 1724 es va proclamar xa inaugurant l'efímera dinastia kiyànida. Mentrestant, a Esfahan, el xa Tahmasp no podia expulsar els afganesos que s'havien apoderat de la zona i es va dirigir a Khorasan on va sentir parlar de Nàdir i el va reclutar. Junts es van apoderar de Mashad (1726) i Nàdir va dominar als kurds de Kabuixan i altres rebels locals. Es va estendre cap a l'oest i finalment va deposar la dinastia safàvida i es va coronar xa (Nàdir-Xah); just abans de ser coronat va nomenar al seu fill gran Reza Kuli Khan com a valí (governador) de Khorasan. Va fer una campanya a l'Índia durant la qual Reza Kuli Mirza fou el seu virrei a l'Iran però amb seu a Mashad. El 1746 va executar a un centenar de notables i caps militars de Mashad sospitosos de deslleialtat i el 1747 fou assassinat per un grup dels seus propis oficials (20 de juny del 1747).

## Adel Xah
A la mort de Nàdir el seu nebot Ali Kuli Khan, governador de Sistan on s'havia revoltat, va rebre l'adhesió dels oficials que l'havien matat. Mashad va quedar per Ali Kuli Khan mercès a la tasca del cap religiós Mir Sayyed Muhammad. Ali Kuli es va apoderar de la fortalesa de Kalat on va massacrar a tota la descendència de Nàdir per evitar que cap li pogués disputar el tron, salvant-se només Shahruk o Xah Rukh, un net de 14 anys originat en una filla del darrer xa safàvida. Ali Kuli fou proclamat el 6 de juliol de 1747 amb el nom de regne d'Adel Shah Afshar, però no va anar a Esfahan i va restar a Mashad; va nomenar al seu germà Ibrahim com a governador d'Esfahan. L'exèrcit es va desintegrar i molts contingents van tornar a casa al Khorasan. Tot i així Ibrahim va aconseguir dominar Esfahan i l'occident.
Quan Nàdir-Xah Afxar va morir el 1747, el govern afxàrida al Khorasan es va ensorrar, i Àhmad Xah Durrani va prendre el poder creant l'Imperi Durrani pashtun que s'estendrà des de la meitat oriental de l'Iran fins al nord de l'Índia deixant un buit a l'altra meitat occidental de l'Iran actual on va esclatar la guerra entre Karim Khan Zand des d'Esfahan i Muhammad Hasan Khan des d'Astarabad per la sobirania sobre la part occidental de l'antic imperi de Nàdir-Xah.

## Ibrahim Xah
Quan Adel Shah va anar finalment a la zona occidental, Ibrahim no el va reconèixer, i el va haver de combatre. La batalla va tenir lloc entre Sultaniya i Zandjan el juny de 1748 i els homes d'Adel Shah es van canviar de bàndol i Ibrahim va obtenir així la victòria. Entregat al seu germà, Adel fou cegat. Ibrahim va entrar a Tabriz el 8 de desembre de 1748 i fou proclamat xa. Mentre a Mashad un junta militar amb turcs i kurds va proclamar xa a Xah Rukh (1 d'octubre de 1748). Ibrahim va decidir atacar al seu nebot (primavera del 1749) però el seu exèrcit es va dissoldre abans de la batalla. Ibrahim fou fet presoner i cegat i junt amb Adel Shah fou portat encadenat a Mashad on va morir en arribar (Adel fou executat)

## Xah-rukh
Xah Rukh tenia sang safàvida i era més acceptable pel poble que altres pretendents. Els emirs del Khorasan el van utilitzar per apropiar-se del tresor i es van oposar a restablir la capitalitat a Esfahan. El cap religiós Mir Sayyed Muhammad que havia estat decisiu en la proclamació d'Adel Shah a Mashad, era ara a Qom i fou cridat per anar a Khorasan amb els presoners, però en realitat representava un perill pel règim pel seu prestigi religiós tant a Qom com a Mashad. Mir Sayyed va anar a Mashad on Xah Rukh va organitzar dos atemptats contra la seva vida que van fracassar, cosa que va provocar la revolta dels emirs que temien que aquests actes ocasionessin la caiguda del règim; els rebels dirigits per Mir Alam Khan Arab-e Khuzayma, van agafar a Mir Sayyid i el van portar en triomf cap a palau; Xah Rukh va fugir cap a l'harem on va fer matar als germans vius d'Adel i Ibrahim Shah, però finalment fou capturat i deposat. El 13 de gener de 1750 Mir Sayyed Muhammad era coronat com a Shah Sulayman II Safawi.

## Xah Sulayman II
Ràpidament dotzenes de prínceps safàvides es van acollir a la seva cort. Va decretar (com ja era costum) una moratòria de tres anys en les taxes el que va buidar despresa el tresor. Herat fou annexionat a Kandahar per Àhmad Xah Durrani i Sulayman va exigir la seva restitució, i com que no es va produir va ocupar la ciutat després d'un dies de setge.
Mentre el xa era absent en una cacera el seu virrei Mir Alam Khan va intentar assegurar-se contra un contracop i va ordenar cegar a Xah Rukh. Les diferències entre faccions havien augmentat i un grup d'emirs rivals dirigits per Yússuf Alí Khan Jalayir va decidir agafar les rendes econòmiques que quedaven per a si mateixos, encoratjats per la dona de Xah Rukh que assegurava que el seu marit no havia estat realment cegat. El 1750 els conspiradors van entrar a la cambra de Sulayman II, al que van treure els ulls. Llavors van alliberar a Xah Rukh que realment estava cec, però com que ja no podien tirar enrere el van proclamar xa per segona vegada. Alam Khan va poder fugir de la ciutat i altres emirs van transigir o negociar amb el nou règim.

## Xah-Rukh (segona vegada)
Yusuf Ali Khan i la seva gent van decidir aturar les pèrdues i van portar la resta de les joies i valors al castell de Kalat però pel camí foren interceptats per Alam Khan que va tornar a Mashad i va recuperar el poder amb una aliança amb tribus kurdes locals. Mentre Ahmad Shah Durrani havia recuperat Herat i estava a punt d'envair Khorasan. A l'hivern del 1750-1751 va assetjar Mashad però la defensa era massa forta i es va dirigir llavors a Nixapur, però fou igualment rebutjat i va haver de tornar a Herat. Un altre intent es va fer sobre Nixapur el 1754 igualment sense èxit, però va poder capturar a Alam Khan que fou executat. El juliol següent va assetjar altre cop Mashad que es va rendir al cap de cinc mesos; tots els presoners foren tractats generosament i quan Ahmad Shah va anar contra Nixapur a la primavera següent, va investir a Mashad a Xah Rukh com sobirà vassall, deixant però un virrei afganès i una guarnició. Però una sèrie de derrotes especialment contra els qajar a Masinan, el van obligar a retirar-se a Herat a la tardor del 1755.
Va deixar a Amir Khan Barai de la tribu Barlas com a governador militar de Mashad però fou expulsat al cap de poc pel georgià Fereydun Khan, tutor (lala) dels fills de Xah Rukh; al cap de poc el georgià fou assassinat i els seus partidaris expulsats per Nasrallah Mirza, el fill gran de Xah Rukh. Aquest afavoria al seu fill més jove, Nàdir Mirza però va haver d'acceptar al seu fill gran al front del govern efectiu.
El 1768 el rei cec va convèncer el seu fill Nasrallah d'anar en missió a la cort de Karim Khan a Shiraz oficialment per demanar ajut contra l'amenaça afganesa, i mentre estava absent el seu germà menor Nàdir Mirza fou col·locat al front del govern. Quan Nasrallah va tornar al cap de sis mesos, Nàdir va haver de fugir cap a Čenārān, i Nasrallah va recuperar el poder. No gaire després Nasrallah va assetjar Nixapur que sota Abbas Kuli Khan Bayat refusava reconèixer al nou govern de Mashad; mentre anava a combatre el rebel, Nàdir Mirza es va tornar a apoderar del govern a Mashad, però altre cop va haver de fugir quan Nasrallah, després de dominar Nixapur, va retornar.
El 1770 Ahmad Shah Durrani va atacar Mashad però Nasrallah el va derrotar quan només tenia 200 homes (tots els altres havien desertat), en un temerari atac al camp de l'afganès. El conflicte va acabar amb un tractat que establia el casament d'una filla de Xah Rukh amb un fill d'Ahmad Shah.
El 1775 Nasrallah fou expulsat del poder en un cop d'estat i es va dirigir a Siraz per demanar ajut per recuperar-lo. Nàdir Mirza va tenir el poder els següents set anys. Va retornar al cap de set anys (1882) i va recuperar el poder. Llavors Nasrallah ja mostrava signes evidents d'addicció a l'opi i va morir mig reclòs el 1786. Per pagar les tropes el tresor s'havia buidat i s'havia hagut de confiscar propietat de capelles i santuaris. Va pujar al poder Nàdir Mirza que va governar fins al 1796.
El 1796 els perses d'Agha Muhammad Shah es van acostar a Mashad i Nàdir va fugir a Herat. Xah Rukh va capitular i fou torturat per revelar on eren les restes de les seves joies, i finalment enviat amb un fill més jove a Mazanderan on va morir poc després dels efectes de la tortura. El 1797 va morir Aga Muhammad i Nàdir Mirza va recuperar Mashad i la va conservar fins al 1802 quan Fath Ali Shah va fer una campanya que la va recuperar. Durant el setge Nàdir va fer matar el cap religiós local, del que sospitava que era agent dels perses; finalment Nàdir fou capturat (abril 1803) i executat a Teheran.

## Llista de xas
- Malik Mahmud Sistani (dinastia Kiyànida) 1724 - 1726
- Nàdir Shah 8 de març 1736 - 1 de juliol 1747
- Reza Kuli Mirza 1 de juliol 1747 - 5 de juliol 1747
- Adel Shah Afshar 6 de juliol 1747 - 24 de setembre 1748
- Ibrahim Shah Afshar 24 de setembre de 1748 - maig de 1749 (24 de setembre a 8 de desembre regent com Ibrahim Khan)
- Ismail Xah Rukh (primera vegada) proclamat 1 d'octubre de 1748 a Mashad/únic sobirà maig 1749 - 17 de desembre 1749
- Mir Sayyed Muhammad, regent 17 de desembre de 1749 a 13 de gener de 1750, sobirà com Shah Sulayman II Safawi 13 de gener de 1750 - 26 de gener de 1750 (dinastia safàvida)
- Ismail Xah Rukh (segona vegada), 26 de gener de 1750 - desembre de 1754
- Ahmad Shah Durrani desembre de 1754 - 9 de maig de 1755 (dinastia durrani)
- Ismail Xah Rukh (tercera vegada), 9 de maig de 1755 - 14 de maig de 1796
- Agha Muhammad Shah 14 de maig de 1796 - 17 de juny de 1797
- Nàdir Mirza juny de 1797 - abril 1803

## Virreis afxàrides (Naib al-Soltana)
- 1749 Noor Mohammad Khan Afghan
- 1749 Amir Khan Qaraei
- 1749-1750 Mir Alam Khan Khuzayma
- 1750 Yusuf Ali Khan Djalayir
- 1750- 1754 Mir Alam Khan Khuzayma
- 1754 Fereydoun Khan Gorji
- 1754-1755 Ocupació afganesa, vacant
- 1755 Amir Khan Qaraei
- 1755 Fereydoun Khan Gorji
- 1755 - 1768 Nasrallah Mirza Afshar
- 1768 Nàdir Mirza Afshar
- 1768 Nasrallah Mirza Afshar (segona vegada)
- 1768-1769 Nàdir Mirza Afshar (segona vegada)
- 1769 - 1775 Nasrallah Mirza Afshar (tercera vegada)
- 1775 - 1782 Nàdir Mirza Afshar (tercera vegada)
- 1782 - 1786 Nasrallah Mirza Afshar (quarta vegada)
- 1786 - 1796 Nàdir Mirza Afshar (quarta vegada)
- 1796 - 1797 Ocupació qajar, vacant
- 1797 - 1803 Nàdir Mirza Afshar, xa afshàrida de Khorasan (cinquena vegada)